# Listă cu software de partiționare pe disc
Această listă conține software gestionar de partiții ale discului.
| Nume                     | Dezvoltator         | Licență        | Stare dezvoltare | Platformă       |
| ------------------------ | ------------------- | -------------- | ---------------- | --------------- |
| Disk Utility             | Apple               | Proprietar     | Activ            | OS X            |
| GNOME Disks              | Red Hat             | Software liber | Activ            | Linux           |
| diskpart                 | Microsoft           | Proprietar     | Activ            | Windows NT      |
| fdisk (FreeDOS)          | Brian Reifsnyder    | Software liber | Activ            | FreeDOS         |
| fdisk (Microsoft)        | Microsoft           | Proprietar     | Activ            | MS-DOS, Windows |
| fdisk (OS/2)             | IBM                 | Proprietar     | Activ            | OS/2            |
| fdisk (Unix-like)        | Util-linux project  | Software liber | Activ            | Unix-like       |
| FIPS                     | Arno Schäfer        | Software liber |                  | MS-DOS          |
| GNU Parted               | The GParted Project | Software liber | Activ            | Linux           |
| GParted                  | The GParted Project | Software liber | Activ            | Linux           |
| KDE Partition Manager    | Volker Lanz         | Software liber | Activ            | Linux           |
| Logical Disk Manager     | Microsoft           | Proprietar     | Activ            | Windows NT      |
| Parted Magic             | Parted Magic LLC    | Proprietar     | Activ            | Linux           |
| PartitionMagic           | Symantec            | Proprietar     |                  | Windows         |
| Partition Manager        | Paragon             | Proprietar     | Activ            | Windows         |
| QtParted                 | Vanni Brutto        | Software liber |                  | Linux           |
| Ranish Partition Manager | Mikhail Ranish      | Proprietar     |                  | MS-DOS, FreeDOS |
| Solaris format utility   | Sun Microsystems    | Proprietar     |                  | Solaris         |